# Abies religiosa
Abies religiosa (en nàhuatl, oyamel) és una espècie de conífera de la família de les pinàcies nadiua de les muntanyes del centre i del sud de Mèxic (Eje Volcánico Transversal, Sierra Madre del Sur) i oest de Guatemala. Creix a altituds de 2.100-4.100 m en el bosc nebulós amb molta temperatura i temperatures fresques, estius humits i hiverns secs però a la part de l'estat de Veracruz creix amb pluges al llarg de tot l'any. A l'hivern hi neva en els llocs on creix a les majors altituds.
Abies religiosa és un arbre de mida mitjana i de fullatge persistent que fa fins a 25-50 m d'alt. Les seves llavors són alades i les alliberen unes pinyes que es desintegren quan són madures. Els arbres provinents del volcà de Colima, Jalisco tenen pinyes semblants a les de l'avet noblei de vegades es consideren com una espècie separada, Abies colimensis.

## Significat cultural
Abies religiosa té aquest nom per les festes de Nadal que es fan Mèxic on es fan servir les fulles tallades. També és l'arbre preferit per les papallones monarca (Danaus plexippus) per hibernar a Mèxic. La distribució d'aquesta espècie disminueix per la desforestació i l'impacte humà.